# Korotschun (Brot)
Korotschun bezeichnet das zum gleichnamigen Fest bereitete Brot.
Zum Backen des Korotschun zieht die Hausfrau einen Schafspelzmantel und Handschuhe an (Ukraine), in die Mitte des Brotes werden Körner verschiedener Getreidesorten, Knoblauch und etwas Gras gelegt, das Ganze mit Honig bestrichen und symbolisch mit einem Leinen- oder Hanffaden verschnürt, damit alles gut zusammenhalte. In der Slowakei bekommt jedes Familienmitglied ein Stück vom Korotschun, auch dem Vieh wird jeweils ein Stück gegeben, damit es gesund und fruchtbar bleibe. Der Rest des Korotschuns wird vor die Tür gelegt, damit er das Haus vor bösen Geistern schütze. 
In der Ukraine wird nach der Form, die der Korotschun im Backofen annimmt, die Zukunft gedeutet (ähnlich dem Bleigießen zu Silvester). In anderen Gegenden wird der Korotschun über den Fußboden gerollt. Kippt er auf die Oberseite, so bedeutet das Misserfolg in der Viehzucht oder den Tod eines Familienmitgliedes.